# Deslocado
Deslocado (Portugees: [dɨʃ.lu.ˈka.ðu]; Nederlands: Ontheemd) is een nummer van de Portugese indieband Napa. Het is een ode aan de oorsprong van de band op Madeira, en hun ervaring als "ontheemden" op het vasteland van Portugal. Het nummer werd geschreven door André Santos, Diogo Góis, Francisco Sousa, João Guilherme Gomes, João Lourenço Gomes en João Rodrigues. Het verscheen op 23 januari 2025 via Sony Music Portugal op het compilatiealbum van Festival da Canção 2025 en werd op 10 maart 2025 als single uitgebracht door Universal Music Portugal. Het lied zal Portugal vertegenwoordigen op het Eurovisiesongfestival 2025.
"Deslocado" bereikte de eerste plaats in de Portugese hitlijsten en werd bekroond met een gouden plaat door de Associação Fonográfica Portuguesa (AFP).

## Achtergrond en compositie
Het nummer werd geschreven door João Guilherme Gomes, gecomponeerd door Napa en André Santos, en geproduceerd door Santos en Luís "Twins" Pereira. Volgens de band verwijst het lied naar hun afkomst van Madeira en het gevoel van ontheemding op het vasteland. "Dit is een van de belangrijkste nummers die we ooit hebben gemaakt", aldus de band. "We wilden altijd al dat gevoel van ontheemding overbrengen, van een oceaan verwijderd zijn van thuis."
Daarnaast behandelt het lied de heimwee van Madeirese studenten die het eiland verlaten om elders te studeren. Drummer João Rodrigues verklaarde dat het nummer ook opgedragen is aan alle Portugese emigranten die "het land moesten verlaten voor een beter leven, in plaats van te overleven in Portugal".
De tekst werd deels geïnspireerd door een comedyshow van de Azoriaanse Miguel Neves, die sprak over het leven op een eiland en het gemis van de zee als horizon. Ook João Borsch en een interview met Lourdes Castro, waarin zij aangaf pas te waarderen dat ze opgroeide op Madeira toen ze wegging, vormden inspiratiebronnen.

## Artwork
De hoes toont een van de oudste bekende foto’s van Madeira, genomen tussen 1863 en 1885. De afbeelding, bewaard in het Madeira Fotomuseum – Atelier Vicente, toont twee jongens uit Porto da Cruz die naar de horizon kijken. In een Facebookbericht schreef de band:
"Toen het leven hen weinig wegen toonde en isolement zwaar woog, moesten deze jongens zich neerleggen bij een leven op het eiland, zonder de rest van de wereld te kennen. 150 jaar later hebben wij het geluk dat de wereld voor ons openligt. En als we de wereld gezien hebben, weten we pas echt waar thuis is."

## Promotie
Ter promotie van "Deslocado" voorafgaand aan het Eurovisiesongfestival 2025, kondigde Napa aan deel te nemen aan verschillende pre-parties. Op 5 april 2025 trad de band op tijdens Eurovision in Concert in Amsterdam. Op 19 april volgde een optreden op PrePartyES in Madrid.

## Eurovisiesongfestival 2025

### Festival da Canção
Festival da Canção 2025, georganiseerd door RTP, diende als Portugese voorronde. Napa werd op 23 januari 2025 aangekondigd als deelnemer met "Deslocado", dat in de tweede halve finale optrad en deze won met 20 punten. In de finale op 8 maart 2025 trad de band als zevende op en won met 17 punten (7 van de jury, 10 van het publiek).

### In Bazel
Het Eurovisiesongfestival 2025 vindt plaats in de St. Jakobshalle in Bazel, Zwitserland, met halve finales op 13 en 15 mei en de finale op 17 mei. Tijdens de loting op 28 januari werd Portugal ingedeeld in de eerste helft van de eerste halve finale. Napa treedt daarin als zevende op, na Zweden en voor Noorwegen.